# NGC 2389
NGC 2389 ist eine Balken-Spiralgalaxie mit ausgedehnten Sternentstehungsgebieten vom Hubble-Typ SBc im Sternbild Zwillinge auf der Ekliptik. Sie ist schätzungsweise 175 Millionen Lichtjahre von der Milchstraße entfernt und hat einen Durchmesser von etwa 105.000 Lj.
Wahrscheinlich ist sie an NGC 2388 gravitativ gebunden. Im selben Himmelsareal befinden sich u. a. die Galaxien NGC 2379, NGC 2385, NGC 2386, NGC 2393.
Das Objekt wurde am  5. Februar 1788 von dem Astronomen William Herschel entdeckt.